# حوزه انتخابیه جوین
حوزهٔ انتخابیهٔ جوین یک حوزهٔ انتخابیهٔ تقنینی مربوط به مجلس شورای ملی ایران بود.
این حوزه در ۱۳۳۹ از اتصال قسمت‌هایی از حوزهٔ انتخابیهٔ سبزوار و حوزهٔ انتخابیهٔ بجنورد به مرکزیت جغتای ایجاد شد و شامل بخش جغتای (پایین‌جوین، بالاجوین، پیراکوه، نقاب)، بام و صفی‌آباد، بخش اسفراین و بخش سرولایت می‌شد. این حوزه در ۱۳۵۰ منحل شد و قسمت اعظمش به حوزهٔ انتخابیهٔ سبزوار بازگشت. بخش اسفراین به همراه بام و صفی‌آباد به حوزهٔ مستقل جدیدی با یک نماینده مبدل و بخش سرولایت به حوزهٔ انتخابیهٔ نیشابور ملحق شد.
خانلر قراچورلو نمایندهٔ دورهٔ بیستم، و محمدرضا ثامنی، نمایندهٔ ادوار بیست‌ویکم و بیست‌ودوم این حوزه در مجلس شورای ملی بودند.